# Ministri della sanità della Germania
I ministri della sanità della Repubblica Federale Tedesca dal 1961 ad oggi sono i seguenti.

## Lista
| Ministro                    | Ministro         | Ministro               | Partito                                  | Governo             | Inizio            | Fine             |
| --------------------------- | ---------------- | ---------------------- | ---------------------------------------- | ------------------- | ----------------- | ---------------- |
| Servizio sanitario          |                  |                        |                                          |                     |                   |                  |
|                             |                  | Elisabeth Schwarzhaupt | Unione Cristiano Democratica             | Governo Adenauer IV | 14 novembre 1961  | 14 dicembre 1962 |
| Governo Adenauer V          | 14 dicembre 1962 | Elisabeth Schwarzhaupt | Unione Cristiano Democratica             | 11 ottobre 1963     |                   |                  |
| Governo Erhard I            | 17 ottobre 1963  | Elisabeth Schwarzhaupt | Unione Cristiano Democratica             | 26 ottobre 1965     |                   |                  |
| Governo Erhard II           | 26 ottobre 1965  | Elisabeth Schwarzhaupt | Unione Cristiano Democratica             | 30 novembre 1965    |                   |                  |
|                             |                  | Käte Strobel           | Partito Socialdemocratico di Germania    | Governo Kiesinger   | 1º dicembre 1966  | 21 ottobre 1969  |
| Governo Brandt I            | 22 ottobre 1969  | Käte Strobel           | Partito Socialdemocratico di Germania    | 15 dicembre 1972    |                   |                  |
| Gioventù, famiglia e sanità |                  |                        |                                          |                     |                   |                  |
|                             |                  | Katharina Focke        | Partito Socialdemocratico di Germania    | Governo Brandt II   | 15 dicembre 1972  | 16 maggio 1974   |
| Governo Schmidt I           | 16 maggio 1974   | Katharina Focke        | Partito Socialdemocratico di Germania    | 14 dicembre 1976    |                   |                  |
|                             |                  | Antje Huber            | Partito Socialdemocratico di Germania    | Governo Schmidt II  | 14 dicembre 1976  | 4 novembre 1980  |
| Governo Schmidt III         | 6 novembre 1980  | Antje Huber            | Partito Socialdemocratico di Germania    | 1º ottobre 1982     |                   |                  |
|                             |                  | Anke Fuchs             | Partito Socialdemocratico di Germania    | Governo Kohl I      | 4 ottobre 1982    | 1º ottobre 1982  |
|                             |                  | Heinrich Geißler       | Unione Cristiano Democratica             | Governo Kohl I      | 1º ottobre 1982   | 29 marzo 1983    |
| Governo Kohl II             | 30 marzo 1983    | Heinrich Geißler       | Unione Cristiano Democratica             | 26 settembre 1985   |                   |                  |
|                             |                  | Rita Süssmuth          | Unione Cristiano Democratica             | Governo Kohl II     | 26 settembre 1985 | 11 marzo 1987    |
| Governo Kohl III            | 11 marzo 1987    | Rita Süssmuth          | Unione Cristiano Democratica             | 9 dicembre 1988     |                   |                  |
|                             |                  | Ursula Lehr            | Unione Cristiano Democratica             | Governo Kohl III    | 9 dicembre 1988   | 18 gennaio 1991  |
| Sanità                      |                  |                        |                                          |                     |                   |                  |
|                             |                  | Gerda Hasselfeldt      | Unione Cristiano Sociale                 | Governo Kohl IV     | 18 gennaio 1991   | 6 maggio 1992    |
|                             |                  | Horst Seehofer         | Unione Cristiano Sociale                 | Governo Kohl IV     | 6 maggio 1992     | 17 novembre 1994 |
| Governo Kohl V              | 17 novembre 1994 | Horst Seehofer         | Unione Cristiano Sociale                 | 26 ottobre 1998     |                   |                  |
|                             |                  | Andrea Fischer         | Alleanza 90/I Verdi                      | Governo Schröder I  | 27 ottobre 1998   | 12 gennaio 2001  |
|                             |                  | Ulla Schmidt           | Partito Socialdemocratico di Germania    | Governo Schröder I  | 12 gennaio 2001   | 22 ottobre 2002  |
| Governo Schröder II         | 22 ottobre 2002  | Ulla Schmidt           | Partito Socialdemocratico di Germania    | 22 novembre 2005    |                   |                  |
| Governo Merkel I            | 22 novembre 2005 | Ulla Schmidt           | Partito Socialdemocratico di Germania    | 28 ottobre 2009     |                   |                  |
|                             |                  | Philipp Rösler         | Partito Liberale Democratico             | Governo Merkel II   | 28 ottobre 2009   | 12 maggio 2011   |
|                             |                  | Daniel Bahr            | Partito Liberale Democratico             | Governo Merkel II   | 28 ottobre 2009   | 17 dicembre 2013 |
|                             |                  | Hermann Gröhe          | Unione Cristiano Democratica             | Governo Merkel III  | 17 dicembre 2013  | 14 marzo 2018    |
|                             |                  | Jens Spahn             | Unione Cristiano Democratica             | Governo Merkel IV   | 14 marzo 2018     | 8 dicembre 2021  |
|                             |                  | Karl Lauterbach        | Partito Socialdemocratico di Germania    | Governo Scholz      | 8 dicembre 2021   | 6 maggio 2025    |
|                             |                  | Nina Warken            | Unione Cristiano-Democratica di Germania | Governo Merz        | 6 maggio 2025     | in carica        |